# Neanthes caudata
Neanthes caudata är en ringmaskart som först beskrevs av Delle Chiaje 1827.  Neanthes caudata ingår i släktet Neanthes och familjen Nereididae. Arten har ej påträffats i Sverige. Inga underarter finns listade i Catalogue of Life.